# Izmišljene zemlje
Ovo je popis zemalja koje ne postoje u stvarnosti, već su stvorene u djelima fikcije.
| Indeks: 0-9 A B C Č Ć D Dž Đ E F G H I J K L Lj M N Nj O P Q R S Š T U V W X Y Z Ž |

## B
- Blatvija
- Blitva
- Brobdingnag
- Brutopija

## C
- Calisota

## E
- El Dorado
- Erehwon

## F
- Fikolinde
- Filili
- Folsah

## G
- Galaktička Republika
- Groland

## L
- Laputa
- Lemurija
- Lilliput
- Lyonesse
- Lolston

## M
- Međuzemlje
- Mu

## N
- Narnia
- Nigdjezemska

## R
- Ruritanija

## S
- Sildavija

## Š
- Šambala
- Šlarafija

## T
- Tlön

## U
- Uqbar
- Utopija